# The Ultimate Stuntman
The Ultimate Stuntman es un videojuego desarrollado por Codemasters 1990 y publicado por Camerica para la Nintendo Entertainment System (NES), con elementos de juego de acción. The Ultimate Stuntman es uno de los 14 videojuegos publicados por Camerica para la NES sin la obtención de licencias. La compañía tuvo que crear sus propios cartuchos que eludir el chip de cierre de Nintendo y romper el 10NES "código". En casi todos los juegos de Camerica (incluyendo The Ultimate Stuntman) hay un interruptor que se encuentra en el reverso del cartucho, lo que permite al usuario cambiar entre NTSC y PAL compatibilidad.
Otro aspecto inusual de juegos Camerica lanzado para la NES es sus cartuchos de color distintivos. The Ultimate Stuntman, como todos los juegos de Codemasters, fue lanzado como un cartucho de oro en los EE. UU. y un cartucho negro en Europa.

## jugabilidad
El jugador está de Ultimate Stuntman, un mercenario pícaro que se pone en guardia cuando Jenny Aykroyd repente secuestrado por el Dr. Evil. Siguiendo los pasos de Desplazamiento lateral de videojuegos de Videojuego de acción como la serie Mega Man, Contra, y The Ultimate Stuntman da al jugador el acceso a una variedad de niveles, con diferentes conceptos. Un tema recurrente básica en el juego es el concepto de tres niveles, una lucha del jefe, y luego una "desactivación de bombas." En la mayoría de los casos, el primer nivel de la secuencia implica Stuntman perseguir Dr. Evil en algún tipo de vehículo como un coche, ala delta, buggy, etc. La segunda serie de niveles tiene Stuntman luchar contra el mal a pie con la ayuda de un arma de fuego.
La tercera serie utiliza un concepto en el que controla el jugador Stuntman que necesita para subir una estructura, similar a un juego de Crazy Climber, pero al mismo tiempo, el jugador actúa como un francotirador en la ayuda de Stuntman por el derribo de los objetos y las criaturas que lo amenazan mientras él asciende. Durante estos niveles, sólo una acción puede llevarse a cabo en cualquier momento dado (es decir, el jugador puede mover Stuntman, o snipe enemigos en su nombre). Una vez que el jefe ha sido derrotado, el jugador se enfrenta a la difícil tarea de disponer una bomba antes de que el fusible se ha quemado por completo. El jugador debe usar el mando de dirección para mover el cursor de bloque en bloque mantener un ojo en el número de cada uno.
Cada vez que el cursor se mueve a un determinado bloque, el número en él disminuye en uno. Esto crea un escenario de tipo puzle, donde si el jugador comete un error que debe restablecer la eliminación y vuelve a intentarlo con menos tiempo. No se puede avanzar en el juego sin completar la desactivación de bombas en el momento dado.

## Música
La música de Gavin Raeburn es universalmente elogiado, y acuñó el estilo y el término de la "música bubblegum" que normalmente se asocia con NES comunicados de Camerica. La banda sonora también es conocido por ser el único juego de Codemasters en el que Gavin Raeburn utilizó una muestra de tambor PCM 7 bits, que sólo puede ser replicado desde el cartucho y la emulación, y no en formato NES Sound (NSF) archivos.
- Datos: Q9358285